# Sergio Canales
Sergio Canales Madrazo (pronunție în spaniolă [ˈseɾxjo kaˈnales maˈðɾaθo]; n. 16 februarie 1991, Santander, Cantabria, Spania) este un fotbalist profesionist spaniol care joacă ca mijlocaș ofensiv pentru Monterrey în Liga MX și echipa națională a Spaniei.
După ce a început la Racing de Santander, a semnat la vârsta de 19 ani cu Real Madrid pentru 4,5 milioane de euro, dar nu a reușit să-și arate calitățile pe Santiago Bernabeu și a plecat după doar un sezon. A continuat să reprezinte, întotdeauna în La Liga, echipe precum Valencia, Real Sociedad și Betis, însumând 384 de meciuri și 49 de goluri în 15 sezoane și câștigând o dată Copa del Rey cu Real Madrid și Betis.
Canales are în palmares 39 de selecții pentru Spania la nivel de tineret, câștigând Campionatul European din 2013 cu echipa sub 21 de ani. Și-a făcut debutul pentru echipa de seniori în 2019.

## Cariera la cluburile de fotbal

### Racing Santander
Născut în Santander, Cantabria, Canales a fost un produs al rangurilor de tineret ale orașului natal Racing de Santander. În 2006, 50% din drepturile sale de joc au fost cumpărate de Deportivo de La Coruña ca parte a tranzacției prin care Pedro Munitis a revenit la Racing cu Dudu Aouate și Antonio Tomás mergând în direcția opusă. 
Canales și-a făcut debutul la prima echipă pe 18 septembrie 2008, jucând în meciul de acasă în Cupa UEFA împotriva lui FC Honka din Finlanda, o victorie cu 1-0 .  Aproximativ două săptămâni mai târziu a apărut pentru prima dată în La Liga, cu același rezultat și cu CA Osasuna. 
După ce a primit treptat mai mult timp de joc cu echipa principală, Canales a marcat de două ori împotriva lui RCD Espanyol într-o victorie cu 4-0 în deplasare pe 6 decembrie 2009  și a repetat isprava la Sevilla FC pe 9 ianuarie 2010 (2-1 pe Stadionul Ramón Sánchez Pizjuán), primind onoruri drept jucătorul meciului în ultimul joc.  Săptămâna următoare, când Racing a remizat acasă cu Real Valladolid 1–1, a înscris din nou  și, în cele din urmă, a încheiat primul sezon complet cu șase goluri și patru pase decisive pentru a-și ajuta echipa să evite retrogradarea. 

### Real Madrid
La 12 februarie 2010, Real Madrid a anunțat semnarea lui Canales pe un contract de șase ani, pentru suma estimată a fi în jur de 4,5 milioane de euro plus bonusuri.   Și-a făcut debutul pe 4 august, marcând un gol într-o victorie amicală cu 3–2 în fața Clubului América.  Prima sa apariție în campionat a avut loc pe 29 august, într-o remiză 0-0 împotriva lui RCD Mallorca. 
Canales a totalizat 518 minute de acțiune în singurul său an cu clubul, care a inclus trei apariții în runda victorioasă din Copa del Rey. 

### Valencia
Pe 4 august 2011, Valencia a anunțat că Canales se va alătura clubului cu un împrumut de doi ani. După acel timp, au păstrat opțiunea de a cumpăra jucătorul, în timp ce Real Madrid a avut posibilitatea de a-l rechema în acel interval de timp. 
Canales a marcat primul său gol pentru noua sa echipă pe 1 octombrie, meciul fiind acasă împotriva lui Granada CF.  Spre sfârșitul lunii, a trebuit să fie scos în targă în timpul unui meci de acasă împotriva lui Athletic Bilbao și, a doua zi, a fost diagnosticat cu o ruptură a ligamentului genunchiului, fiind exclus timp de șase luni. 
La 26 aprilie 2012, la doar a cincea apariție de la întoarcere, împotriva lui Atlético Madrid în manșa semifinalelor Europa League, Canales a recidivat de la accidentare la începutul celei de-a doua reprize a unei eventuale înfrângeri cu 0-1 acasă (înfrângere totală de 5-2), urmând încă șase luni departe de terenurile de joc.  
Pe 19 iulie 2012, Canales s-a mutat definitiv la Valencia pentru 7,5 milioane de euro și cinci ani, alături de coechipierul de la Madrid, Fernando Gago. Acesta din urmă și-a rezervat și o opțiune de a răscumpăra jucătorul în următoarele două sezoane. 

### Real Sociedad
Canales a fost considerat excedent față de cerințe după sosirea noului antrenor al Valencia, Juan Antonio Pizzi, în decembrie 2013.   La sfârșitul lunii ianuarie a anului următor, a semnat un contract de patru ani și jumătate și 3,5 milioane de euro cu Real Sociedad.   
Canales a marcat patru goluri în 36 de apariții în primul său sezon complet, Txuriurdinul au terminat pe locul 12. Pe 30 decembrie 2015, însă, în prima repriză a unui meci împotriva fostei sale echipe Real Madrid, a suferit o altă accidentare gravă la genunchi, acum la piciorul stâng. 
Pe 24 mai 2018, Real Sociedad a confirmat că Canales va părăsi Stadionul Anoeta pe 30 iunie. 

### Betis
La 3 iulie 2018, Canales a semnat un contract pe patru ani cu Real Betis liber de contract.  În campania 2020-21, a marcat cele mai bune opt goluri din carieră. 

### Monterrey
Canales s-a mutat pentru prima dată în străinătate în iulie 2023, jucătorul de 32 de ani a acceptat un contract de trei ani cu clubul din Liga MX CF Monterrey.    Pe 3 septembrie, a marcat de două ori în victoria cu 2-1 în deplasare împotriva lui CD Guadalajara. 

## Palmares
Real Madrid
- Copa del Rey : 2010–11

Betis
- Copa del Rey: 2021–22 [35]

Spania U17
- Campionatul European UEFA Under-17 : 2008

Spania U19
- Locul doi la Campionatul European UEFA Under-19 : 2010 [36]

Spania U21
- Campionatul European UEFA Under-21 : 2013

Spania
- UEFA Nations League : 2022–23 [37]

Individual
- Echipa sezonului UEFA La Liga: 2018–19 [38]
- Echipa sezonului La Liga : 2021–22 [39]